# Knut Bjørnsen
Knut Bjørnsen (Oslo, 26 de julio de 1932 – 14 de noviembre de 2008) fue un comentarista deportivo y periodista de la Corporación de Radiodifusión Noruega.
En su juventud, Bjørnsen fue un prometedor patinador de velocidad. Fue campeón noruego juvenil en 1951. Trabajó para la Corporación de Radiodifusión Noruega entre 1961 y 1991, y fue el principal comentarista de patinaje de velocidad de NRK durante la mayor parte de esos años, junto con el veterano periodista de NRK Per Jorsett. También fue presentador del popular programa de concursos de la Corporación de Radiodifusión Noruega Kvitt eller dobbelt ("Doble o Nada") durante muchos años. En 1991, Bjørnsen dejó la Corporación de Radiodifusión Noruega y comenzó a trabajar para el canal de cable TV3, donde presentó el programa de concursos Lykkehjulet (una adaptación noruega de Wheel of Fortune).
En sus últimos años, se manifestó como partidario del Partido del Progreso, habiendo perdido su confianza en el Partido Conservador.
En abril de 2008, a Bjørnsen se le diagnosticó cáncer de páncreas terminal y falleció a causa de la enfermedad siete meses después, el 14 de noviembre de 2008.